# 淞沪线
淞沪线，即淞沪铁路，又称淞沪支线，地处长江、黄浦江合流入海的三角地区，归属宝山县境（1928年划归上海市管辖）。沿线所经均为冲积平原。建路之初，自上海站（今客技站）至吴淞炮台湾，全长16.09公里。江湾站以南已于1987年废止。

## 概览
淞沪铁路原为吴淞铁路，由英资怡和洋行投资兴建，1876年7月3日，从天后宫北（河南北路、塘沽路口）到江湾段通车营业，引起轰动。8月3日，因碾死一名士兵，沿途居民阻止列车继续运行。10月24日，清政府出银28.5万两买下，并于次年10月予以拆毁。1897年，盛宣怀亲自驻沪督造，利用大部分吴淞铁路路基，于1898年9月1日通车。在这之后，淞沪铁路还进行了多次延伸，并增设了不少支线。

## 历史

### 工程建设
1895年，张之洞向清政府总理衙门建议修筑铁路，经清政府允准并批示以官款“先修淞沪、后筑沪宁”。据此，吴淞上海间的淞沪铁路得以再建。全线建设费用计银92.58万两，利用旧路基约3/10。至光绪三十年归并沪宁铁路改称“淞沪支线”时止，铁路总公司前后共投资109.9万银两。
建成后，南端紧邻上海公共租界。20世纪初，公共租界在淞沪铁路东侧向北陆续建成北四川路（四川北路）、窦乐安路（多伦路）、施高塔路（山阴路）、狄思威路（溧阳路）等多条越界筑路以及虹口公园等公共设施，形成一片中等档次的社区，居民中广东籍人士和日本侨民较多；与之相竞争，铁路西侧的闸北华界也陆续建成宝山路、宝通路、鸿兴路、天通庵路等多条马路和商务印书馆等一批工商企业和文教机构。因而淞沪铁路南段形成穿越大片闹市区的一条铁路，有宝山路、虬江路等多条道路平交穿越淞沪铁路。在1932年的一二八事变和1937年的淞沪会战期间，淞沪铁路两侧是中日两国军队对峙的前沿地带和发生激烈争夺的地区，在战火中受到严重破坏。战后只有部分地区勉强得到恢复，不少地方无法恢复，演变为贫民窟。

### 破坏与修复
初建时设有上海、靶子场、江湾、张华浜、蕰藻浜5个车站，每日开行旅客列车8对。后上海改为特别市，华界迅速发展，近郊乘客日渐增多，陆续增加了几个车站。1921年，每日开行旅客列车11对。1928年10月，为与华商公共汽车公司的1路车竞争，铁路局向英国订购5组蒸汽机车，1930年3月31日开行“蒸汽车”每日74趟。1934年每日行驶列车为30对。同时取消客车等级，统按三等收费。宝山路至吴淞货站间，每日开行货物列车3对。
1939年由日伪“华中铁路株式会社”管理，更名为吴淞线。根据1940年6月1日的时刻表，每日开行301～326次列车共13对，上海站至炮台湾站间耗时37～40分钟。1941年运送旅客168万人，1942年运送249万人，两年共发送货物60万吨。“华铁”将线路自炮台湾北端延伸500米至江边，增设“炮台湾栈桥”车站。1944年上海至炮台湾栈桥长16.68公里，共设14个停靠站所。1945年“华铁”将何家湾至炮台湾栈桥间一段铁路拆除。抗战胜利后，修复至蕰藻浜，自吴淞旗站至吴淞货栈之间岔线亦修复，吴淞货栈更名为张华浜站。并将名称改回淞沪线，以旅客运输为主，宝山路至蕰藻浜站每日开行列车8对。
1949-1962年，主要办理市郊旅客运输，每日开行近郊列车6～9对，乘客主要为吴淞工业区各厂职工和铁路职工。同时扩建货运设施，成为客运货运并重的铁路运输线，年载客量百万人次，最高一年是1959年，达194.4万人次。1957-1962年，共发送旅客708万人。1963年初，由于公交线路的发展，1962年全年客运量为45.6万人次，1963年1月载客仅1.6万人次。同时，沿线天通庵等道口受严重干扰行车受阻，于1963年2月春节后全线停止客运，改作货运铁路，只设江湾站，货物列车也不定点开行。1990年，淞沪支线沿线居民乱搭乱建，逐步侵占铁路地界，难以正常行驶。

### 线路拆除
1997年江湾站以南线路拆除，并随后沿原线路的吴淞站至宝山路站之间建成上海轨道交通3号线的淞滨路站—宝山路站段。

## 车站
| 淞沪线     | 淞沪线   | 淞沪线   | 淞沪线   | 淞沪线               |
| 站名       | 曾用名   | 建成时间 | 里程(km) | 备注                 |
| ---------- | -------- | -------- | -------- | -------------------- |
| 上海北站   |          | 1898     | 0        |                      |
| 宝山路     |          | 1931     |          |                      |
| 宝兴路     |          | 1939     |          | 日占时期设立的乘降所 |
| 天通庵     | 靶子场   | 1898     | 1.73     |                      |
| 江湾       |          | 1898     | 5.19     |                      |
| 三民路分岔 |          | 1935     | 6.53     |                      |
| 兴亚路     |          | 1939     | 7.10     | 日占时期设立的乘降所 |
| 高境庙     |          | 1898     | 7.71     |                      |
| 何家湾     | 小吉浦   | 1939     | 9.30     |                      |
| 年家宅     | 吴淞旗   | 1908     | 10.94    | 乘降所或无会让线站   |
| 张华浜     |          | 1898     | 11.81    |                      |
| 南吴淞     | 吴淞机厂 | 1907     | 12.80    | 乘降所或无会让线站   |
| 蕰藻浜     |          | 1898     | 13.51    |                      |
| 北吴淞     | 吴淞镇   | 1914     | 14.50    | 乘降所或无会让线站   |
| 炮台湾     |          | 1903     | 15.84    |                      |
| 炮台湾栈桥 |          | 1939     | 16.68    |                      |

| 三民路支线 | 三民路支线 | 三民路支线 | 三民路支线 |
| 站名       | 曾用名     | 里程(km)   | 备注       |
| ---------- | ---------- | ---------- | ---------- |
| 三民路分岔 |            | 0          |            |
| 三民路     |            | 2.356      |            |

| 新兴支线 | 新兴支线 | 新兴支线 | 新兴支线 |
| 站名     | 曾用名   | 里程(km) | 备注     |
| -------- | -------- | -------- | -------- |
| 江湾     |          | 0        |          |
| 竞马场   |          |          |          |
| 敷岛园   | 叶家花园 |          |          |
| 新兴驿   |          | 3.15     |          |

## 沿革
- 1897年2月27日：淞沪铁路开工
- 1898年8月5日：蕰藻浜站以南竣工
- 1898年9月1日：蕰藻浜站以南正式通车营业
- 1903年6月：线路延伸至炮台湾站[4]
- 1904年：归并沪宁铁路管理后，改称淞沪支线，于沪宁站候车室东北隅另建新站，取名淞沪车站[7]
- 1920年1月：靶子场站改名为天通庵站启用[8]
- 1931年4月1日：宝山路站启用，“蒸汽车”改由宝山路站始发终到
- 1932年1月29日：一二八事变爆发后次日，沿线站屋全部损毁，线路被炸，全线停运[9]
- 1932年6月22日：全线恢复通车
- 1935年10月10日：三民路支线建成通车
- 1936年8月15日：三民路分路站降格为旗站[4]
- 1936年10月26日：三民路支线停办客运业务，翌年八一三事变前拆除
- 1937年8月13日：淞沪会战爆发，线路被严重破坏，蕰藻浜木架铁桥损毁，全线停运。
- 1937年11月 日军铁道兵将被破坏的淞沪全线修复
- 1939年4月：“华铁”成立后，将铁路从炮台湾北端延伸500米至江边，增设“炮台湾栈桥”站
- 1941年8月1日：新兴支线建成通车
- 1942年：蕰藻浜桥改建为混凝土架钢梁桥
- 1944年：新兴支线拆除
- 1945年：何家湾至炮台湾栈桥间铁路被拆除
- 1946年：抗日战争胜利后将何家湾至蕰藻浜一段修复
- 1963年2月：春节前，旅客列车停止运行
- 1987年：上海北至江湾间开行最后一趟火车
- 1997年4月7日：上海北至江湾间铁路被拆除
- 2006年10月：吴淞站旧址设立
- 2010年10月：江湾站旧址设立
- 2012年6月：高境源广场建成开放

## 纪念及遗迹

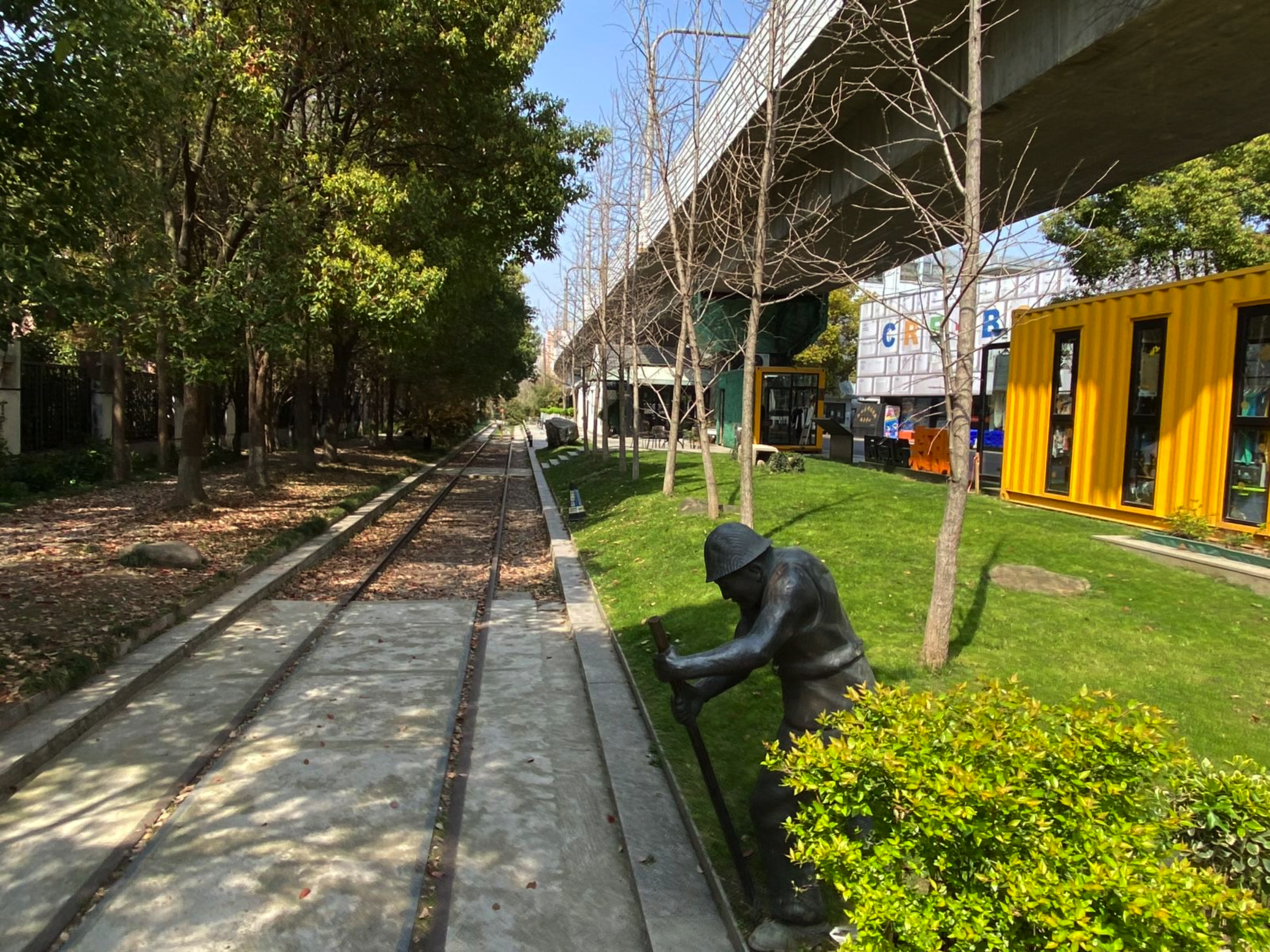
江湾站旧址处的淞沪铁路遗迹，旁边为3号线高架

现淞沪铁路在多处设有旧址。天通庵站旧址仅保留了一段轨道。高境庙站即高境源广场，设有枕木和钢轨为支架的铜板的宣传栏，介绍张之洞等有关铁路的历史人物事迹。江湾站旧址（为打卡景点，真正的江湾站在纪念路北侧）位于3号线大柏树站的汶水东路北侧，设有国产建设型蒸汽机车一台，目前已作为“1876老站创意园”的一部分。吴淞站旧址位于逸仙路薀藻浜大桥北堍东侧，设有波兰制XK13蒸汽机车一台（由宝钢集团上海五钢有限公司捐赠），另有历史图文陈列室。

## 事件
1989年6月5日晚8时许，上海工务段线路工杨芬庭在工区门口见一些八九民運学生在撬拆“611”铁路专用线钢轨时，他不但不劝阻，反而主动拉电线接装一盏太阳灯提供照明，造成专用线中断。